# Престол коптського православного папи Александрії

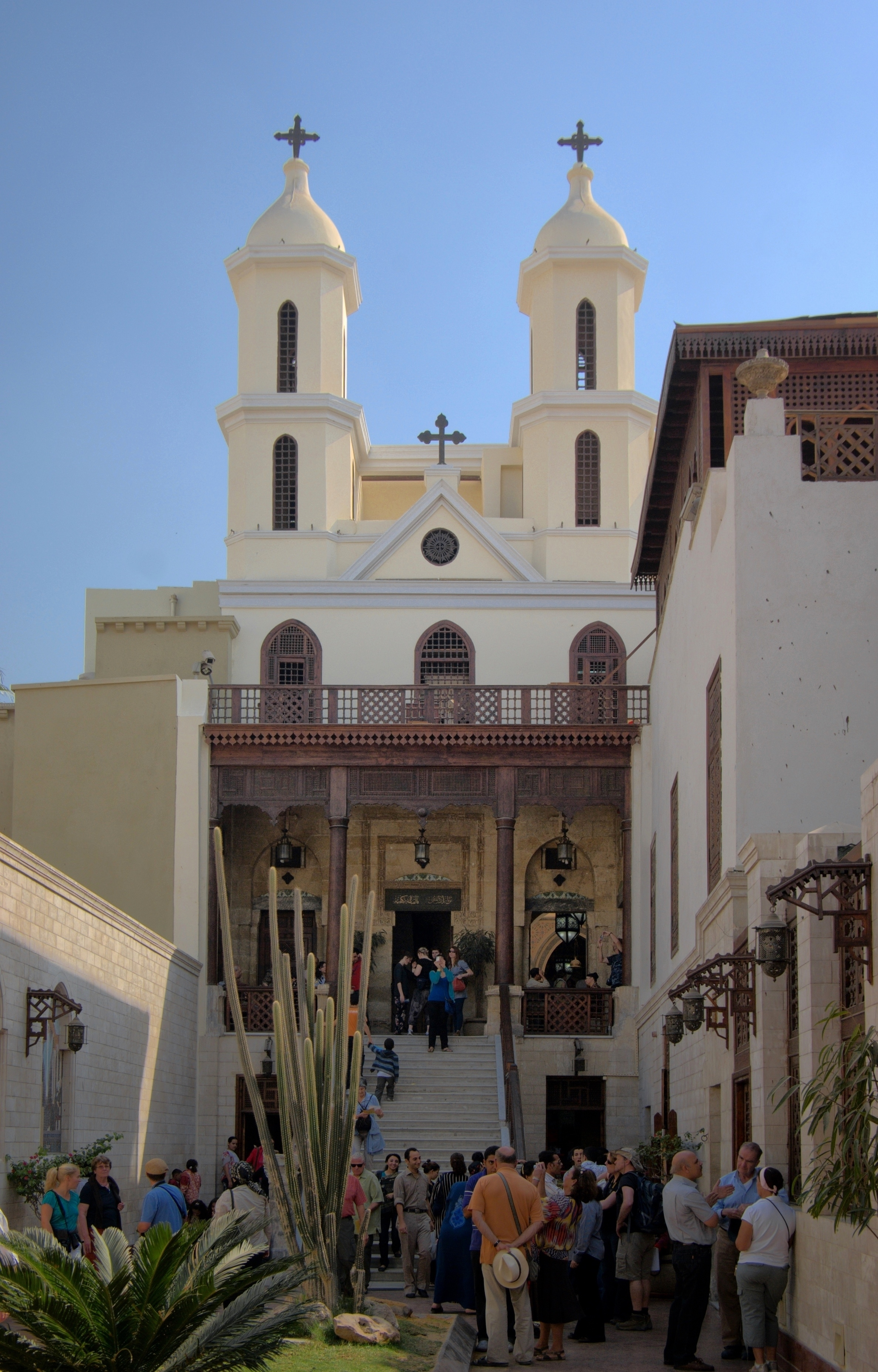
Висяча церква - найвідоміша в Каїрі коптська церква, спочатку побудована в 3 або 4 столітті нашої ери

Престол коптського православного папи Александрії історично розташоване в Александрії, Єгипет. Він широко відомий як Святий Престол Святого Марка, якому Коптський Папа заявляє, що є законним наступником.
Управлінські повноваження перейшли від Олександрії до Каїру після завоювання Єгипту арабами. Під час перебування Папи Христодолоса офіційна резиденція коптського Папи переїхала до Висячої церкви в Каїрі.

## Поточні престоли
- Коптський православний собор Святого Марка, Каїр, 1968 - по теперішній час.
- Коптський православний собор Святого Марка (Олександрія) з 60 р. н.е.

Нинішнє місце коптського православного папи Александрійського знаходиться як в Александрії так і в Каїрі, в комплексі, де розміщені Патріарший палац, коптський православний собор святого Марка (відомий як собор св. Марка) та інші патріарші установи в Александрії та Каїрі.
У зовнішніх стінах монастиря Святого Пішоя в районі Нітрийської пустелі Єгипту (Ваді-Ель-Натрун) є також основний патріарший комплекс. Він використовується, коли Папа знаходиться в духовному відступі або при розміщенні великих церковних конвенцій в рамках орієнтальних православних церков або з Східної православної церкви або Католицької церкви.

## Попередні місця
- Висяча церква в коптському Каїрі 1047–1300
- Церква Святого Меркурія (коптський Каїр) 1300–1400
- Церква Св. Марії (Harat Zewila) 1400–1600
- Церква Св. Марії (Haret Elroum) 1660–1800 [2]
- Коптський православний собор Святого Марка (Азбакея) 1800–1968